# Silvia Lucena
Silvia Rocio Lucena Blas (Tres Cantos, c. 1988) es una bióloga y política española perteneciente al Partido Socialista Obrero Español de la Comunidad de Madrid.
En la actualidad, es portavoz del Grupo Municipal Socialista en el Ayuntamiento de Tres Cantos, sustituyendo a Vicente López, cargo que ha causado polémica por solicitar los documento del pacto del Tagarral, o pedir la dimisión de la concejala de Movilidad, y fue quien denunció que el alcalde editase un libro con elogios personales o pedir al alcalde que contará correctamente la cifra de infectados o fallecidos por COVID-19. Además, actualmente es la Secretaria de Ciencia e Investigación del PSOE de Madrid.

## Biografía
Silvia estudió biología en la Universidad Autónoma de Madrid y se doctoró en la misma universidad en 2017. Fue secretaria general de las Juventudes Socialistas de Tres Cantos y secretaria de transporte y medio ambiente de Juventudes Socialistas de Madrid. Actualmente es la secretaria de Ciencia e investigación del PSOE de Madrid.
En 2021, fue criticada en Tres Cantos por pedir una calle por Almudena Grandes.